# Oberamt Breisgau

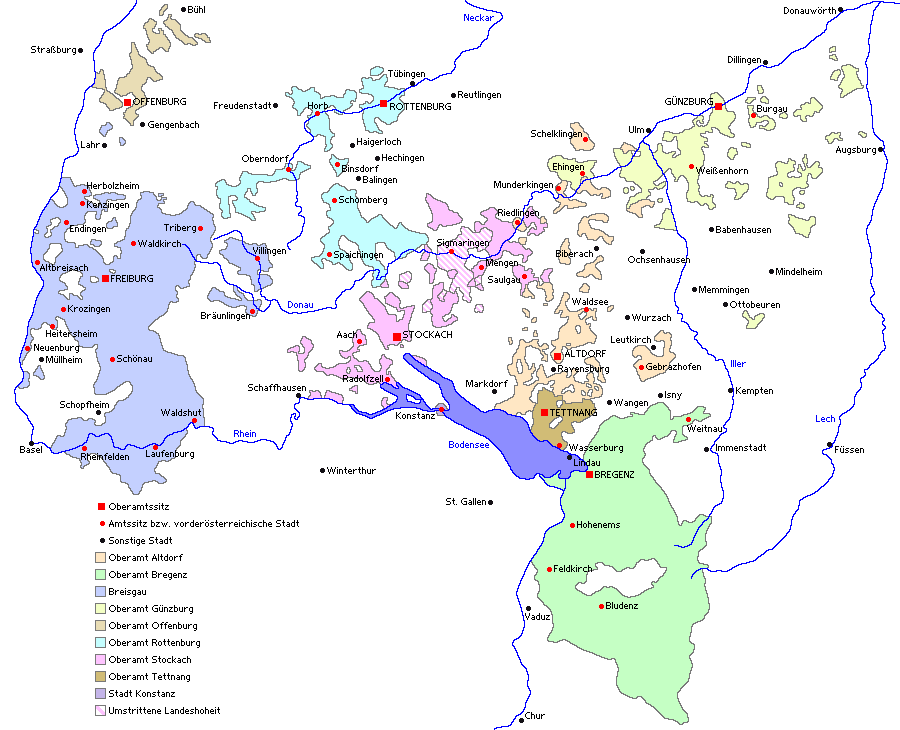
Die Provinz Vorderösterreich um 1780

Das Oberamt Breisgau mit Sitz in Freiburg im Breisgau wurde im Januar 1754 als Mittelinstanz zwischen den Ortsbehörden und der Provinzregierung von Vorderösterreich geschaffen.

## Gebiet des Oberamtes

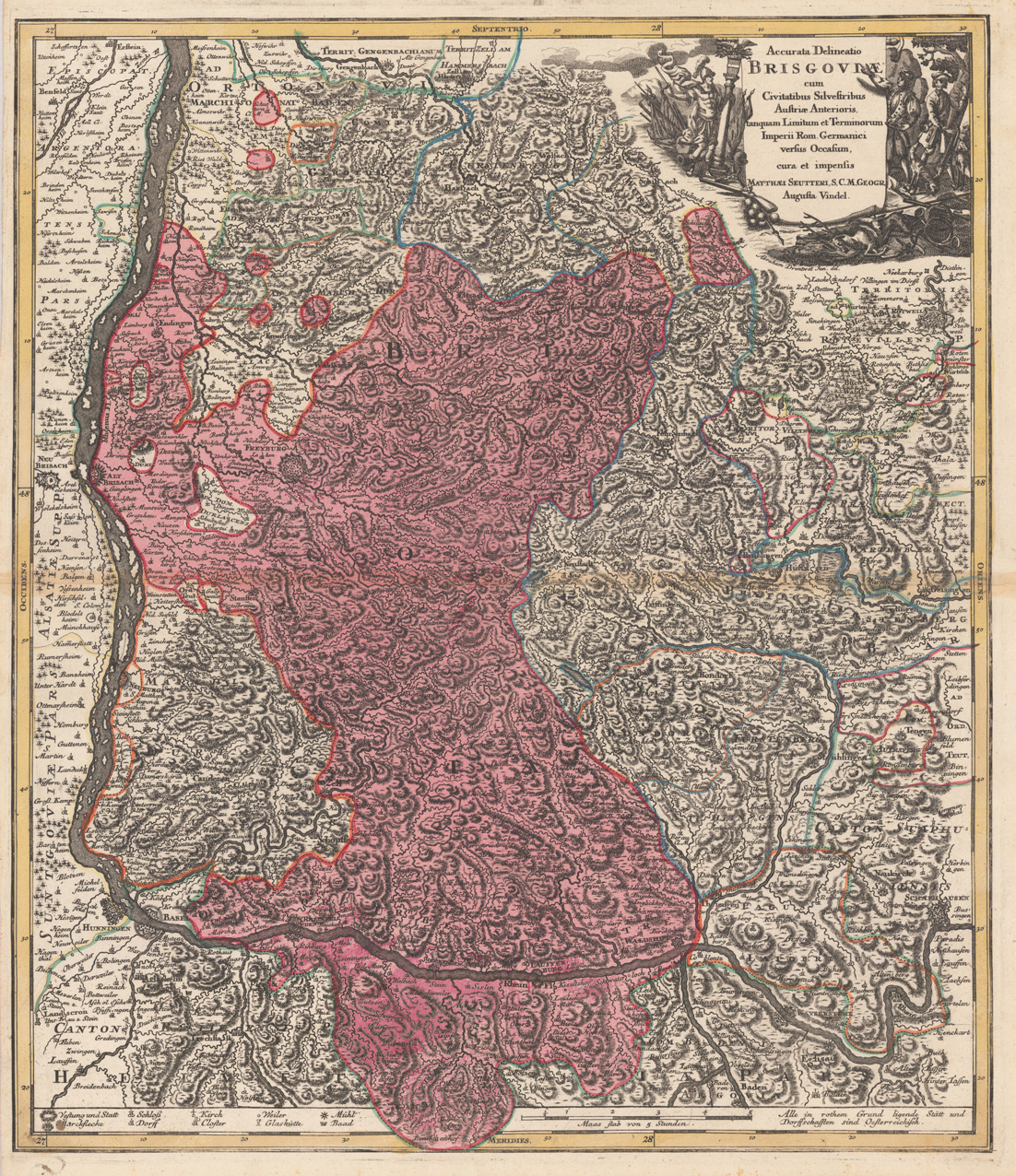
Der vorderösterreichische Breisgau um 1720

Das Gebiet des Oberamtes erstreckte sich von Herbolzheim und Triberg im Norden über Breisach, Krozingen und Waldshut bis Laufenburg und Rheinfelden inklusive des heutigen Fricktales südlich des Rheins. Am Ostrand des Schwarzwalds gehörten die Städte Villingen und Bräunlingen dazu.
Die zugehörigen geistlichen Herrschaften, Städte und Kameralherrschaften sind im Artikel Breisgauer Landstände aufgeführt. Eine Auflistung von ritterschaftlichen Orten findet sich unter Mitglieder der Ritterschaft im Breisgau.

## Aufgaben des Oberamtes
Nur die sechs Breisgauer Kameralherrschaften wurden direkt von der habsburgischen Landesherrschaft verwaltet. Die Herrschaften der geistlichen und adeligen Stände wurden von diesen selbst verwaltet und die Städte hatten auch Selbstverwaltungsrechte. Der Begriff Verwaltung ist hier in einem weiteren Sinne inklusive der Fiskalverwaltung und der Rechtsprechung erster Instanz zu sehen. Um die Vorgaben der Landesherrschaft umzusetzen, bedurfte es einer Aufsicht über die lokalen Behörden. Das Gebiet der Provinz Vorderösterreich war zu groß, zu sehr verzettelt und umfasste Gebiete mit sehr unterschiedlichen historischen Rechten, so dass diese Aufsicht durch die Provinzbehörden nicht geleistet werden konnte.
Im Sonderfall des Oberamts Breisgau mit dem Sitz am Sitz der Provinzbehörden, übernahmen die Provinzbehörden nach einem erfolglosen Versuch mit einem eigenen Kreishauptmann die Aufgaben des Oberamtes dann doch selbst.
Ergänzend zur landesherrlichen Verwaltung gab es die Breisgauer Landstände als Organisation der Landstände für die Wahrnehmung ihrer Mitwirkungsrechte bei der Verwaltung des Breisgaus.

## Geschichte
Kaiserin Maria Theresia erließ am 29. April 1752 eine die Vorlande betreffende Neugliederungsresolution, die eine eigene Oberbehörde für die bisher den Behörden in Innsbruck unterstellten Vorlande vorsah. Zum 1. Januar 1753 nahmen die neuen Oberbehörden in Konstanz (Repräsentation und Kammer für die allgemeine bzw. Finanzverwaltung) und Freiburg (Regierung als Justizbehörde) ihre Arbeit auf.
Im Februar 1753 wurden die bisherigen Kameralämter in Waldkirch (Kameralherrschaft Kastelberg) und Laufenburg als Oberämter für den unteren bzw. oberen Breisgau eingerichtet. Aber bereits im Januar 1754 wurde diese Organisation wieder geändert und ein Oberamt für den gesamten österreichischen Breisgau in Freiburg errichtet.
In der Provinz Vorderösterreich wurde anstelle des in den übrigen habsburgischen Landen üblichen Begriffs Kreisamt der Begriff Oberamt verwendet. Als Kreishauptmann wurde Christoph Anton von Schauenburg eingesetzt. Schauenburg wurde bereits 1759 abgesetzt, da einerseits sein persönliches Verhalten zu Anfeindungen führte und er andererseits auch Ziel von Angriffen war, die eigentlich der neuen absolutistischen – und damit ständefeindlichen – Regierungsform des Wiener Hofes galten. 1762 wurde von Schauenburg zu einer dreijährigen Festungshaft verurteilt. 1759 wurden die bisher in Konstanz angesiedelten Oberbehörden zur Verbesserung der Effizienz der Verwaltung nach Freiburg verlegt, wo nun die gesamten Oberbehörden der Provinz vereint waren. Die Oberbehörde nahm nun gleichzeitig die Aufgaben der Mittelbehörde Oberamt Breisgau wahr.
1802 wurde das Fricktal in den Kanton Fricktal eingegliedert.
Mit der Landesordnung für das Herzogtum Modena-Breisgau vom 1. Oktober 1803 wurde eine Landesstelle für die Verwaltung geschaffen, die das Oberamt ersetzte. Zu Beginn des Jahres 1806 kam es aufgrund unterschiedlicher Interpretationen des Friedensvertrages von Preßburg zu einer kurzfristigen württembergischen Besetzung des östlichen Breisgaus. Mit der Übergabe des Herzogtum Modena-Breisgau an das Kurfürstentum Baden am 15. April 1806 wurde zunächst eine badische „Regierung und Cammer“ in Freiburg eingerichtet. In der Folge wurde das ehemalige Oberamt in die Verwaltungsgliederung Badens eingeordnet.